# Anton Landes
Paul Anton Landes (* 14. Januar 1712 in Wessobrunn; † 16. Mai 1764 in Berlin) war ein Stuckateur des bayerischen Rokoko.

## Leben
Anton Landes gehörte zum Kreis der bedeutenden Wessobrunner Schule. Er war ein Neffe und Schüler des bekannten Münchner Hofstuckateurs Johann Baptist Zimmermann. Bereits in jungen Jahren war Landes für den Münchner Hof tätig und fertigte Stuckaturen in den Schlössern Schleißheim und Nymphenburg. Sein späteres Schaffen konzentrierte sich auf Regensburg und dessen weitere Umgebung.

## Werke

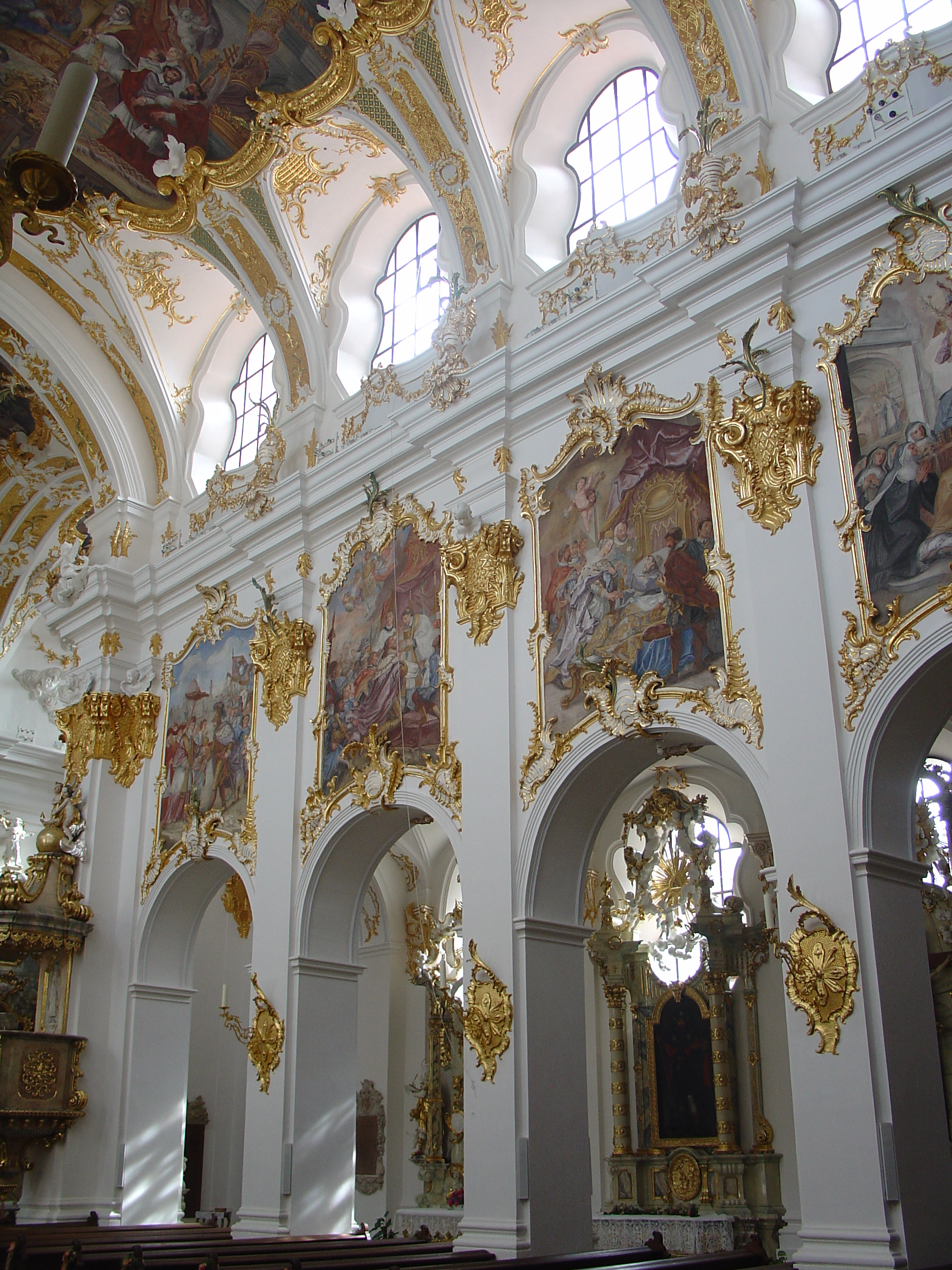
Stuckarbeiten von Landes im Mittelschiff der Alten Kapelle in Regensburg

- Lintach: Stuckaturen der Pfarrkirche (1735)
- Pfarrkirche Sankt Georg in Amberg: Stuckdekoration der Seitenkapellen (Mitte des 18. Jahrhunderts)
- Stift Unserer Lieben Frau zur Alten Kapelle in Regensburg: Stuckaturen im Schiff (1750–1752) und im Chor (1762) der Stiftskirche
- Stiftspfarrkirche St. Kassian in Regensburg: Stuckierung der Kirche im Auftrag des Stifts zur Alten Kapelle (1754)
- Klosterkirche Maria Medingen in Mödingen: Stuckaturen in der Ebner-Kapelle (1755) der Klosterkirche
- Neustadt an der Waldnaab: Stuckdekoration der Pfarrkirche (um 1740) Landes zugeschrieben
- Kloster Frauenzell: Stuckierung der Klosterkirche Landes zugeschrieben
- Sog. Deutsche Schulkirche in Amberg: Stuck wahrscheinlich von Landes in Zusammenarbeit mit Franz Xaver Höflmayer (1757/1758)
- Maria-Schnee-Kapelle in Regensburg: Stuckaturen in der Art von Landes oder Höflmayer (um 1760)
- Kallmünz: Stuckaturen der Pfarrkirche in der Art von Landes oder Höflmayer (nach 1753 bzw. vor 1758)